# 原田千枝子
原田 千枝子（はらだ ちえこ、1950年8月8日 - ）は、日本の女優。神奈川県出身。身長160cm、血液型はO型。夫は俳優の沢美鶴。

## 来歴
橘女子高等学校（現・橘学苑高等学校）在学中の1968年にスカウトされて、日活に入社する。1969年映画『夜の牝  花のいのち』でデビューする。日活がロマンポルノ路線に転向してからも『晴姿おんな絵巻』、『花のしずく』などに出演する。1978年にフリーになり、テレビドラマなどで活躍する。

## 出演

### 映画
- 愛の化石（1970年、日活）
- 盛り場仁義（1970年、日活）
- 新宿アウトロー ぶっ飛ばせ（1970年、ダイニチ映配）
- 怪談昇り竜（1970年、ダイニチ映配）
- 三人の女 夜の蝶（1971年、ダイニチ映配）
- 不良少女 魔子（1971年、ダイニチ映配）
- 新・ハレンチ学園（1971年、ダイニチ映配）
- 八月の濡れた砂（1971年、ダイニチ映配）
- 晴姿 おんな絵巻（1972年、日活）
- 花弁のしずく（1972年、日活）
- 女子大生 SEX方程式（1973年、日活）
- 女高生 SEX暴力（1973年、日活）
- 宵待草（1974年、日活）
- 犯す!（1976年、日活）
- 四畳半芸者の枕紙（1977年、日活）
- 団地妻 二人だけの夜（1978年、日活）
- 山の手夫人 性愛の日々（1980年、日活）
- 武蔵野心中（1983年、日活）
- 女高生日記 乙女の祈り（1984年、日活）
- 高校教師・失神!（1985年、日活）
- そろばんずく（1986年、東宝）
- カンバック（1990年、松竹）

### テレビドラマ
- 大江戸捜査網 （12ch→TX）
  - 第5話「ねずみ小僧只今参上」（1970年、第1シリーズ）
  - 第6話「盗まれた花嫁」（1972年）
  - 第31話「恋に生き海に泣く女」（1972年）
  - 第219話「悲しき流転! 謎の女」（1978年）
  - 第223話「身代り親娘 涙の絶唱」（1978年） - 菊三の妾
  - 第236話「遊女が秘めた一筋の涙」（1978年）
  - 第253話「危機一髪 凶悪の罠」（1978年）
  - 第266話「汚名に賭けた目明し無情」（1978年）
  - 第300話「金塊の陰で泣く女」（1979年）
  - 第315話「芸者が秘めた偽証言の罠」（1979年）
  - 第361話「翔べ・走れ隠密犬」（1980年）
  - 第445話「品川遊郭おんな蟻地獄」（1982年）
  - 第466話「おんなの肌は二度燃える」（1982年） - おかつ
  - 第477話「処刑直前! 獄中の隠密同心」（1983年） - 近江屋おせき
  - 第490話「危険な吐息 闇に誘う妖女」（1983年）
  - 第495話「母が哭く津軽三味線呪い節」（1983年）
  - 第525話「私を妻に! 十蔵女難騒動」（1984年）
  - 新大江戸捜査網（1984年）
    - 第6話「女隠密やわ肌勝負」 - お夏
    - 第16話「父子星さすらい旅」 - おせき
- 俺たちの旅 第1話「俺たちの旅」（1975年、NTV） - 喫茶ウェイトレス
- 人間の条件（1976年、CX）
- 大都会 PARTII 第1話「追撃」（1977年、石原プロ / NTV）
- 伝七捕物帳 第148話「実る情けの職人気質」（1977年、NTV / ユニオン映画） - お七
- 特捜最前線 （東映 / ANB）
  - 第72話「指名手配・再会した女!」（1978年）
  - 第368話「野獣団地の女!」（1984年）
  - 第406話「スキャンダル・スクープ!」（1985年）
  - 第499話「雪に消えた憎しみ!」（1987年）
- 西遊記 第10話「哀しき王妃 二人の玄奬」（1978年、NTV）
- 江戸の牙 第4話「逆転! 八万両の行方」（1979年、ANB）
- そば屋梅吉捕物帳 第11話「血を誘う能面の女」（1979年、12ch） - 侍女
- 大捜査線 第4話「傷ついた野獣」（1980年、CX）
- 太陽にほえろ! （東宝 / NTV）
  - 第418話「ルポライター」（1980年） - マンションの住人
  - 第433話「金髪のジェニー」（1980年） - 目撃者
  - 第441話「カーテン」（1981年） - 証言者のおばさん
  - 第493話「スコッチよ静かに眠れ」（1982年）
  - 第518話「忘れていたもの」（1982年） - 前尾優子
  - 第563話「たすけて!」（1983年） - 石田夫人
  - 第663話「1970年9月13日」（1985年） - 木崎美子
  - 第690話「私が七曲署の藤堂だ」（1986年） - アパート大家
- 俺はおまわり君 第14話「そよ風の渡る世間に……」（1981年、NTV）
- 闇を斬れ 第14話「妻恋い逃亡・男でない男」（1981年、KTV・松竹） - お梶
- 同心暁蘭之介 第4話「地獄のお告げ」（1981年、CX）
- 鬼平犯科帳 第3シリーズ 第23話「馴馬の三蔵」（1982年、東宝 / ANB）
- 家族づくり（1983年、TBS）
- 右門捕物帖 第18話「老盗、木枯らし源次」（1983年、NTV / ユニオン映画）

- 西部警察 PART-III（石原プロ / ANB）
  - 第12話「二人だけの戦争」（1983年） - クラブ和服ママ
  - 第41話「幻のチャンピオン」（1984年） - 藤内の前妻
  - 第52話「北帰行」（1984年） - 団地の住人（紫ニット）
- 黒革の手帖（1984年、TBS）
- 半七捕物帳（1984年、CX） - お藤
- 流れ星佐吉 第15話「昔なじみは大悪党」（1986年、KTV / 松竹）
- ただいま絶好調! 第11話「真昼の決斗」（1985年、ANB / 石原プロ）
- 水曜ドラマスペシャル「女コロンボ危機一髪!」（1985年、TBS）
- いのち（1986年、NHK）
- 夏樹静子サスペンス「独り旅」（1986年、KTV）
- 誇りの報酬 第32話「二人だけの非常線」（1986年、NTV / 東宝） - クラブ「多夢多夢」ママ
- ザ・ハングマンシリーズ（ABC）
  - ザ・ハングマンV 第25話「代理ママの製造ベビーが売られる!」（1986年）
  - ハングマンGOGO 第2話「インチキ霊感には超能力で勝負!」（1987年）
- どうぶつ通り夢ランド 第4話「危機イッパツ!! 子猫ちゃん」（1986年、ANB）
- 女ふたり捜査官 第10話「夫を乗りかえた不満妻」（1986年、ABC / テレパック）
- 土曜ワイド劇場（ANB）
  - 「美しい共犯者 三重逆転」（1987年）
  - 「牟田刑事官事件ファイル15 神戸～横浜 港町連続殺人」（1991年）
  - 「車椅子の弁護士・水島威8 死体の口からダイヤモンドが!」（2001年） - 東山雅美
  - 「万引きウオッチャー2 死体に謎の血文字」（2002年）
- 三匹が斬る!（ANB）
  - 三匹が斬る! 第20話「かごで行く、噂の名医は吸血鬼」（1988年）
  - また又・三匹が斬る! 第15話「お立会い!煮ても焼いても食えぬ奴」（1991年） - 重の井
- 名奉行 遠山の金さん 第1シリーズ 第7話「美女が恨みの刃」（1988年、ANB / 東映） - お絹
- 火曜スーパーワイド「(秘)桜荘のあぶない女たち」（1988年、ABC）
- 土曜ドラマスペシャル「五島・福江行」（1989年、TBS）
- 世にも奇妙な物語 第10話「ゲームセンターの奇跡」（1990年、CX）
- 暴れん坊将軍（ANB / 東映）
  - 暴れん坊将軍III 第129話「吉宗、しばし名残の大暴れ!」（1990年） - お菊
  - 暴れん坊将軍IV
    - 第27話「大奥の女」（1991年） - 松橋
    - 第60話「大奥の殺人者!」（1992年） - 和泉の局

  - 暴れん坊将軍VI 第51話「江戸自慢、吉宗うれしや天下餅!」（1996年）
- 月曜・女のサスペンス 文豪シリーズ「欲望の館」（1990年、TX）
- 銭形平次  第1シリーズ 第2話「茶室の殺人」（1991年、CX）
- ビーロボカブタック 第3話「料理はまごころカブ」（1997年、ANB） - 「うまい軒」女将
- 火曜サスペンス劇場（NTV）
  - 「女弁護士・高林鮎子21 上毛高原 逆流の殺意」（1997年）
  - 「女監察医・室生亜季子25 死亡推定時間」（1999年）
- はみだし刑事情熱系 第2シリーズ 第5話「理由なき通り魔!」（1997年、ANB）
- 鬼平犯科帳 第8シリーズ 第5話「はぐれ鳥」（1998年、CX） - お吉
- 仮面ライダーアギト 第11話「繋がる過去」（2001年、ANB） - 三浦智子の母
- 白夜行 第6話「美しき亡霊の決意」（2006年、TBS） - 川島江利子の母
- 重版出来! 第3話（2016年、TBS） - 壬生平太の母
- 孤独のグルメ Season6 第12話 （2017年7月1日、テレビ東京）  - 渡辺百合子 役
- 作りたい女と食べたい女（2022年） - 坂井朋代 役